# Communauté rurale de Keur Samba Kane
La communauté rurale de Keur Samba Kane est une communauté rurale du Sénégal située à l'ouest du pays.
Elle fait partie de l'arrondissement de Baba Garage, du département de Bambey et de la région de Diourbel.

## Population
Lors du dernier recensement, la CR comptait 20 707 personnes et 1 972 ménages.

## Économie
Keur Samba Kane est une commune au cœur du Baol dans le département de Bambey. C’est dans la vallée de Car-Car que se développent les activités piscicoles, d’élevage (bovins, ovins et volailles) et de maraîchage du domaine agricole communautaire (DAC) dénommé la « richesse du Baol ». Le domaine couvre une superficie de mille (1.000) hectares qui vont permettre à plus de 15.000 jeunes des villages polarisés de trouver du travail. Ce DAC de la région de Diourbel est à cheval entre le grand marché consommation de la ville sainte de Touba et Dakar. La production maraîchère est l'activité mise en avant dans la zone.